# Рио ди Пустерия
Рѝо ди Пустерѝя (на италиански: Rio di Pusteria; на немски: Mühlbach, Мюлбах) е малко градче и община в Северна Италия, автономна провинция Южен Тирол, автономен регион Трентино-Южен Тирол. Разположено е на 777 m надморска височина. Населението на общината е 3164 души (1 януари 2023).

## Език
Официални общински езици са и италианският и немският. Най-голямата част от населението говори немски. В общината се говори и други романски език, ладинският.
| %     | Роден език      |
| 3,93  | Италиански език |
| 95,34 | Немски език     |
| 0,73  | Ладински език   |